# 张丽晓
张丽晓（1970年8月—），河南偃师人，汉族，无党派人士。中华人民共和国政治人物、第十三届全国人民代表大会河南省代表。

## 生平
2018年，张丽晓被选为河南省出席第十三届全国人民代表大会代表。